# Chiu I-huan
Chiu I-huan  (tiếng Trung: 邱奕寰; sinh ngày 15 tháng 3 năm 1990) là một cầu thủ bóng đá người Đài Loan thi đấu ở vị trí tiền đạo cho Ming Chuan University.